# Alticola macrotis
Alticola macrotis är en däggdjursart som först beskrevs av Gustav Radde 1862.  Det svenska trivialnamnet storörad sork förekommer för arten. Alticola macrotis ingår i släktet asiatiska bergssorkar, och familjen hamsterartade gnagare. IUCN kategoriserar arten globalt som livskraftig. Inga underarter finns listade i Catalogue of Life.
Arten infogas ibland i släktet skogssorkar.
Denna gnagare förekommer i Sibirien (Ryssland) vid Bajkalsjön och i Altajbergen samt i västra Mongoliet och angränsande områden av Kina. Arten är vanligast i bergstrakter vid 2450 meter över havet. Habitatet utgörs av bergsskogar och bergsängar med klippig mark.
Denna sork blir 9,3 till 11,5 cm lång (huvud och bål), har en 3,2 till 4,5 cm lång svans och väger 23,7 till 39,2 g. Den långa och mjuka pälsen har främst en grå färg. Den något mörkare ovansidan kan ha inslag av brun. Även svansen är täckt av hår som är vita eller svansen har en mörk ovansida samt en vit undersida.
Födan utgörs främst av gröna växtdelar som kompletteras med frön och frukter. Under vintern gräver Alticola macrotis tunnlar för att nå växtdelar i snötäcket som kan vara 1 till 3 meter tjock. Djuret skapar inget förråd före vintern. Arten gömmer sig under sommaren mellan stenar eller den gräver enkla bon. Den kan springa fort och göra upp till 30 cm långa hopp.
Antalet ungar per kull är 4 till 7 och oftast förekommer två kullar per år.